# يوهان مارتيال
يوهان مارتيال (30 مايو 1991 في فرنسا - ) (بالفرنسية: Johan Martial)‏ هو لاعب كرة قدم فرنسي في مركز الدفاع. شارك مع منتخب فرنسا تحت 18 سنة لكرة القدم ومنتخب فرنسا تحت 19 سنة لكرة القدم ومنتخب فرنسا تحت 20 سنة لكرة القدم ومنتخب فرنسا تحت 21 سنة لكرة القدم ومنتخب مارتينيك لكرة القدم. أما مع النوادي، فقد لعب مع نادي باستيا ونادي بريست ونادي تروا.

## وصلات خارجية
- يوهان مارتيال على موقع قاعدة بيانات كرة القدم.إي يو (الإنجليزية)
- يوهان مارتيال على موقع ليكيب (الفرنسية)
- يوهان مارتيال على موقع Soccerbase.com (لاعب) (الإنجليزية)
- يوهان مارتيال على موقع Soccerway.com (الإنجليزية)
- يوهان مارتيال على موقع AS.com (الإسبانية)